# Ježíšovy zázraky

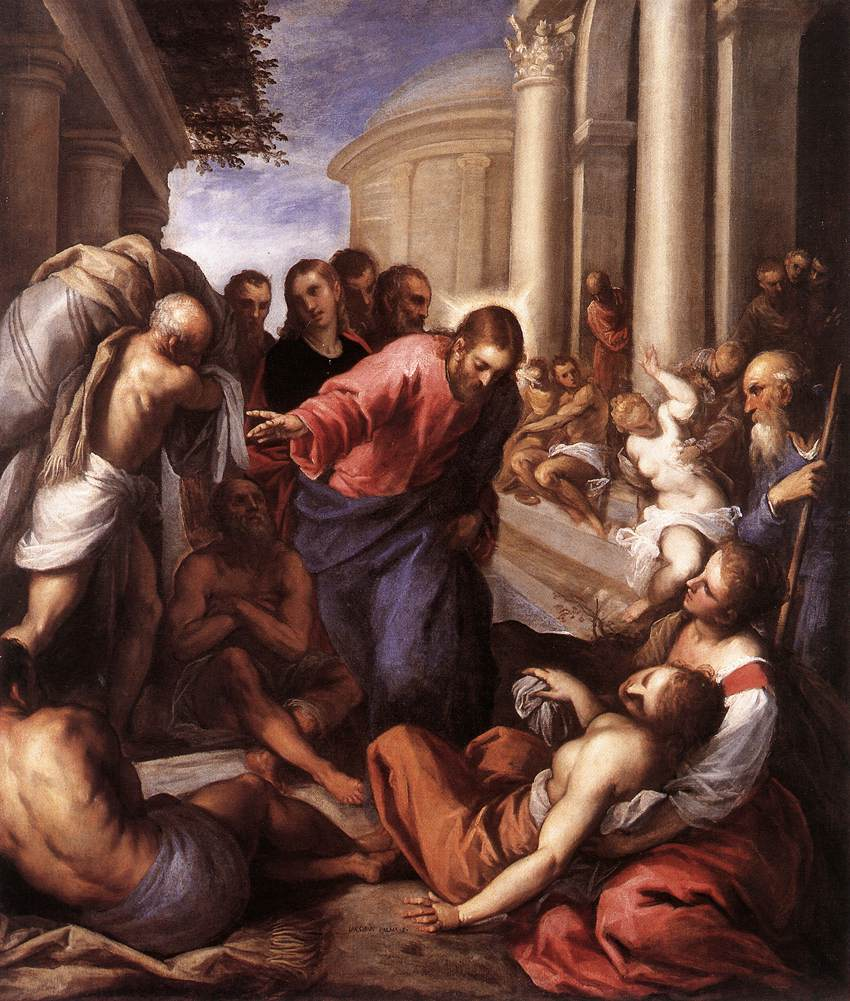
Palma il Giovane: Uzdravování v Betsaidě

Synoptická evangelia a Janovo evangelium pojednávají o zázracích konaných Ježíšem, mimořádných činech, které jeho současníci neuměli vysvětlit. Šlo o uzdravování psychicky (exorcismus na posedlém) a fyzicky nemocných, přivedení mrtvých k životu, zázraky přinášející trest (prokletí fíkovníku) i zázraky v podobě daru (rozmnožení chleba a vína), zachraňující zákroky (utišení přírodních sil) a zázračná zjevení (Ježíšovo proměnění).

## Pozadí
Ježíš byl Žid a i jeho hnutí bylo jeho přívrženci i protivníky zpočátku hodnoceno jako židovská sekta. K oddělení došlo až událostmi roku 70.
Židovství na přelomu letopočtu charakterizovaly ještě dva motivy, jež hrály nosnou roli v hnutí kolem Ježíše. Prvním motivem bylo očekávání Mesiáše. Výraz „Mesiáš“ (řecky „Christos“) se stal jeho stálým přídomkem, od něhož se odvozuje i název „křesťanství“ (Poprvé se nazvali "kristovci" ve Skutcích apoštolů). V tísnivé době politického útlaku očekávali Židé, s odvoláním na prorocké texty ve svatých Písmech, že přijde mocný panovník, pokojný a spravedlivý král, jenž lidu přinese blaho. Nebylo jasné, zda půjde o postavu pozemskou či nebeskou.

## Zázraky
Zázrakem se rozumí mimořádná událost připisovaná Božímu jednání. Zásah, jímž Bůh odpovídá na prosby věřících. V evangeliích jsou Ježíšovy zázraky chápány jako znamení potvrzující příchod Božího království, ve smyslu starozákonních předpovědí. Mezi těmito zázraky se vyskytují četná uzdravení. V křesťanské tradici se užívají k podepření apoštolského svědectví o Ježíšově božství..
Ve třech evangeliích, která nebyla zařazena do biblického kánonu a která jsou označována za evangelia Ježíšova dětství (Proto-Jakubovo, Pseudo-Matoušovo a Pseudo-Tomášovo evangelium) už malý Ježíšek je všemohoucí a vševědoucí, dělá zázraky na potkání a neváhá ztrestat smrtí toho, kdo se mu postaví Pseudo-Tomášovo evangelium obsahuje volné zřetězení historek, v nichž malý Ježíš jako nositel zázračné moci a božské dítě je pro své okolí požehnáním, ale někdy i hrozbou a nebezpečím. Když do něj kamarád vrazí, rozzlobí se na něj a prokleje ho tak, až uschne – a až v pozdější verzi apokryfu mu následně vrátí život, když ho jeho rodiče pokorně odprosí. Ve škole ví malý Ježíš všechno dopředu, nechce se učit, a když mu dá učitel pohlavek, Ježíš se na něj osopí a učitel padá mrtev a až po přímluvě dalšího učitele ho Ježíš zase vzkřísí. Podle Pseudo-Tomášova evangelia si pětiletý Ježíš při bouřce hrál u brodu přes potok a sváděl pramínky vody do rybníčků a jediným slovem způsobil, že ta voda byla najednou čistá. Přestože byla sobota, udělal bahýnko a z něj uplácal dvanáct vrabčáků. Když byl pokárán za nedodržování sobotního klidu, zatleskal rukama a vrabčáci na jeho pokyn „Tak zmizte!“ s křikem odletěli.
V příběhu Ježíšova pokoušení na poušti, jak jej líčí Matoušovo evangelium ve 4. kapitole, je Ježíš vyzýván pokušitelem, aby si pomohl zázraky – aby proměnil kameny v chleby a aby seskočil z vrcholku chrámu a nechal se zachránit anděly, ale obě tyto výzvy odmítl stejně jako následující třetí výzvu, aby se ďáblovi poklonil a získal tím světovládu. 

### Ovládání přírody

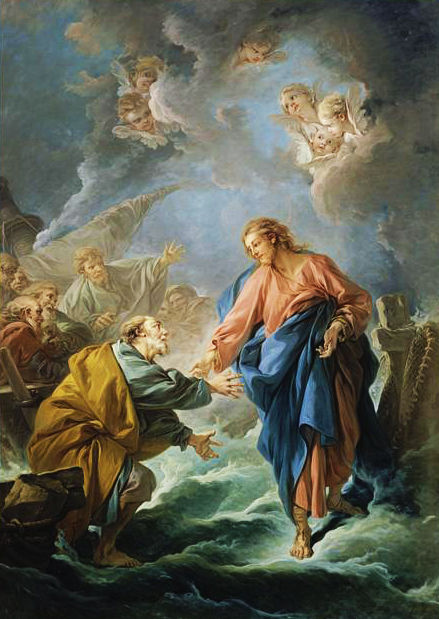
François Boucher: Ježíš jdoucí po vodě

- Svatba v Káně – prvním zázrakem bylo proměnění vody ve víno
- Nasycení čtyř a pěti tisíc – zázraky, kdy Ježíš z malého množství chlebů nasytil velké množství lidí
- Utišení bouře – při plavbě přes Genezaretské moře
- Chůze po vodě
- Proměnění Páně – dočasná proměna fyzické podoby Ježíše

### Uzdravení
Evangelijní vyprávění obsahují mnoho příkladů uzdravení. Uzdravení je kladeno do souvislosti s vírou nebo odpuštěním hříchů. Ježíšovo uzdravení od démonů nebo od nemoci či postižení mají podobný účinek jako jeho stolování a společenství s hříšníky a lidmi na pokraji společnosti.
| „            | Jednoho dne, když vyučoval, seděli tam farizeové a vykladači Zákona, kteří se sešli ze všech galilejských i judských vesnic i z Jeruzaléma, a Hospodinova moc byla přítomna, aby je uzdravoval. A hle, nějací muži nesli na lehátku ochrnutého člověka. Snažili se ho vnést dovnitř a položit před něj, ale když kvůli davu nenašli jinou možnost, vylezli na střechu a spustili ho skrze hliněné tašky i s lehátkem rovnou před Ježíše. Když Ježíš uviděl jejich víru, řekl: „Člověče, tvé hříchy jsou ti odpuštěny.“ Znalci Písma a farizeové se ale začali dohadovat: „Co je zač, že se tak rouhá? Kdo jiný může odpustit hříchy než samotný Bůh?“ Ježíš poznal, co si myslí, a odpověděl jim: „Jak to přemýšlíte? Co je snadnější? Říci: ‚Tvé hříchy jsou ti odpuštěny,‘ anebo: ‚Vstaň a choď‘? Ale abyste věděli, že Syn člověka má na zemi moc odpouštět hříchy“ – tehdy pověděl ochrnutému – „říkám ti, vstaň, vezmi si lehátko a jdi domů.“ A ten muž před nimi hned vstal, vzal, na čem ležel, odešel domů a cestou chválil Boha. Všichni začali v naprostém ohromení oslavovat Boha. Naplněni bázní říkali: „Dnes jsme viděli něco neuvěřitelného!“ | “ |
| — L 5, 17-26 | |   |

Přehled uzdravení v evangeliích
| Číslo | Událost                        | Matouš    | Marek     | Lukáš     | Jan      |
| ----- | ------------------------------ | --------- | --------- | --------- | -------- |
| 1     | Uzdravení malomocného          | 8, 1-4    | 1, 40-45  | 5, 12-16  |          |
| 2     | Uzdravení setníkova služebníka | 8, 5-13   |           | 7, 1-10   | 4, 46-54 |
| 3     | Vyléčení Petrovy tchyně        | 8, 14-17  | 1, 29-31  | 4, 38-39  |          |
| 4     | Uzdravování při západu slunce  | 8, 16-17  | 1, 32-34  | 4, 40-41  |          |
| 5     | Co je snadnější?               | 9, 1-8    | 2, 1-12   | 5, 17-26  |          |
| 6     | Jairus a jeho dcera            | 9, 18-26  | 5, 21-43  | 8, 40-56  |          |
| 7     | Krvácející žena                | 9, 20-22  | 5, 24-34  | 8, 43-48  |          |
| 8     | Dva slepí                      | 9, 27-31  |           |           |          |
| 9     | Uzdravení němého               | 9, 32-34  |           |           |          |
| 10    | Uzdravení u Bethesdy           |           |           |           | 5, 1-18  |
| 11    | Člověk s ochrnutou rukou       | 12, 9-13  | 3, 1-6    | 6, 6-11   |          |
| 12    | Uzdravení v sobotu             |           |           | 13, 10-17 |          |
| 13    | Uzdravování v Genezaretu       | 14, 34-36 | 6, 53-56  |           |          |
| 14    | Uzdravení hluchoněmého         |           | 7, 31-37  |           |          |
| 15    | Slepý z Betsaidy               |           | 8, 22-26  |           |          |
| 16    | Muž trpící vodnatelností       |           |           | 14, 1-6   |          |
| 17    | Deset malomocných              |           |           | 17, 11-19 |          |
| 18    | Uzdravení slepého              |           |           |           | 9, 1-12  |
| 19    | Uzdravení slepého u Jericha    | 20, 29-34 | 10, 46-52 | 18, 35-43 |          |
| 20    | Lazar z Betanie                |           |           |           | 11, 1-44 |
| 21    | Odseknuté ucho                 |           |           | 22, 49-51 |          |

### Vymítání (Exorcismus)
| „            | Takto se přeplavili do gerasenského kraje, který leží naproti Galileji. Jakmile vystoupil na zem, setkal se s ním jeden muž z toho města, který byl už dlouho posedlý démony. Nenosil žádné šaty ani nebydlel v domě, ale v hrobkách. Když uviděl Ježíše, vykřikl, padl před ním na zem a hlasitě zvolal: „Co je ti do mě, Ježíši, Synu Nejvyššího Boha? Prosím tě, netrýzni mě!“ Ježíš totiž tomu nečistému duchu přikázal, aby z toho člověka vyšel. (Předtím ho ten démon často popadal, takže ho museli spoutávat řetězy a držet ho v okovech, ale on ta pouta trhal a býval démonem hnán do pouště.) „Jak se jmenuješ?“ zeptal se ho Ježíš. „Legie,“ odpověděl. Vstoupilo totiž do něj množství démonů. Ti ho teď prosili, aby je nevyháněl do bezedné propasti. Na blízkém kopci se právě páslo veliké stádo prasat, a tak ho démoni prosili, aby jim dovolil vejít do nich. Jakmile jim to dovolil, vyšli z toho člověka a vešli do prasat. Stádo se pak vrhlo ze srázu do jezera a utonulo. Když pasáci uviděli, co se stalo, utekli a cestou to vyprávěli ve městě i na venkově. Lidé se šli podívat, co se stalo. Když přišli k Ježíši a našli toho muže, z něhož vyšli démoni, jak sedí u Ježíšových nohou oblečen a při zdravém rozumu, dostali strach. 36Očití svědkové jim pak vyprávěli, jak byl ten, který býval posedlý démony, zachráněn. Všichni obyvatelé gadarenského kraje ho potom prosili, aby od nich odešel, neboť byli sevřeni velikým strachem. Nastoupil tedy do lodi, aby se vrátil. Onen muž, ze kterého vyšli démoni, ho prosil, aby mohl zůstat s ním. Ježíš ho ale propustil. „Vrať se domů,“ řekl mu, „a vypravuj, jak veliké věci pro tebe udělal Bůh.“ Odešel tedy a rozhlašoval po celém městě, jak veliké věci pro něj Ježíš udělal. | “ |
| — L 8, 26-39 | |   |

Přehled vymítání v evangeliích
| Číslo | Událost              | Matouš    | Marek    | Lukáš     | Jan |
| ----- | -------------------- | --------- | -------- | --------- | --- |
| 1     | Zázraky v Kafarnaum  |           | 1, 21-28 | 4, 31-37  |     |
| 2     | Legie                | 8, 28-34  | 5, 1-20  | 8, 26-39  |     |
| 3     | Němý posedlý démonem | 9, 32-34  |          |           |     |
| 4     | Démon němoty         | 12, 22-28 | 3, 20-30 | 11, 14-23 |     |
| 5     | Víra pohanské ženy   | 15, 21-28 | 7, 24-30 |           |     |
| 6     | Posednutí démonem    | 17, 14-21 | 9, 14-29 | 9, 37-49  |     |